# Otto Erler
Otto Erler (ur. 4 sierpnia 1872 w Gera, zm. 8 października 1943 w Dreźnie) – niemiecki dramaturg.

## Życie
Po swojej promocji na doktora nauk filozoficznych, pracował jako profesor w gimnazjum. Jako przedstawiciel Ruchu Ludowego napisał w 1903 antysemicką tragikomedię "Ehekünstler". Był mężem Evy Ziegler – siostry Hansa Severusa Zieglera. W latach narodowego socjalizmu, stał blisko tego ruchu i był jego sympatykiem.